# Eduardo Lausse
Eduardo Jorge Lausse (Lomas del Mirador, 27 de noviembre de 1927; 8 de mayo de 1995) fue un boxeador argentino de peso mediano, conocido por su golpe de nocaut.

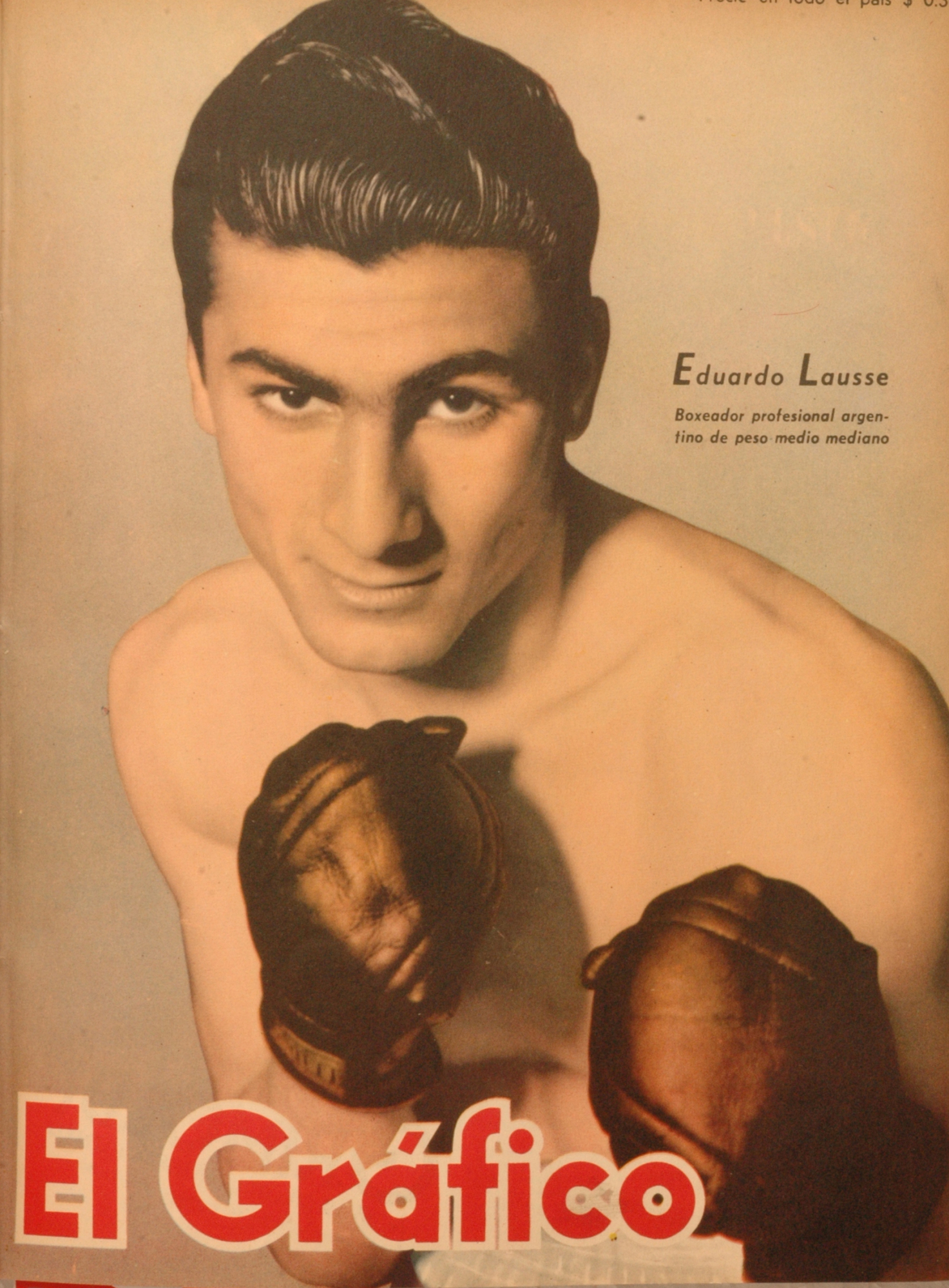
Lausse en 1947, el año de su debut profesional

Luchó profesionalmente desde 1947 a 1960, principalmente en América del Sur aunque disputó varias peleas en Estados Unidos.
Su trayectoria profesional fue de 75 victorias (63 por KO), 10 derrotas y 2 empates.
Luchó contra el excampeón de peso wélter Kid Gavilán el 13 de septiembre de 1952, perdiendo en diez asaltos, pero luego venció a Gavilán en una revancha el 3 de septiembre de 1955. Lausse, apodado El Zurdo, también superó por puntos al futuro campeón de peso mediano Gene Fullmer, pero nunca lucharon por la corona. 
En 2003 Lausse estuvo en el puesto 84 en la lista de los 100 más grandes golpeadores de todos los tiempos de la Ring Magazine.